# 乌拉圭参议院
乌拉圭参议院（西班牙語：Cámara de Senadores del Uruguay），简称参议院，是乌拉圭国会的上议院。参议院共有30名议员，任期5年，通过比例代表制选举产生；会议由副总统主持。
参议院的组成和职权由《乌拉圭宪法》第98条规定。宪法还要求参议员必须年满30岁，并已具有乌拉圭国籍至少7年。除与众议院共同在国会中行使职能外，参议院还拥有一项独有的权限，即对众议院或（在某些情况下）省议会提出指控的官员进行公开审判，并通过判决将其罢免职务。此类罢免须经参议院全体议员三分之二多数通过。